# Mezistátní utkání české hokejové reprezentace v sezóně 2008/2009
Mezistátních utkání české hokejové reprezentace v sezóně 2008/2009 bylo celkem 24. Nejprve odehrála reprezentace přátelský zápas se Slovenskem, pak 3 zápasy na Karjala Cupu 2008, 3 zápasy na Channel One Cupu 2008 a 3 zápasy na LG Hockey Games 2009. Následovaly 4 přátelské zápasy, 3 zápasy na Czech Hockey Games 2009 v dubnu 2009 a nakonec 7 zápasů na Mistrovství světa v ledním hokeji 2009.

## Přehled mezistátních zápasů
| Pořadí | Datum        |       | Výsledek                           | Soupeř    | Soutěž                       | Místo utkání |
| ------ | ------------ | ----- | ---------------------------------- | --------- | ---------------------------- | ------------ |
| 1640.  | 4. 11. 2008  | Česko | 7 : 0 (3:0, 3:0, 1:0)              | Slovensko | přátelsky                    | Praha        |
| 1641.  | 6. 11. 2008  | Česko | 3 : 4sn (1:1, 1:1, 1:1 - 0:0, 0:1) | Finsko    | Karjala Cup 2008             | Helsinki     |
| 1642.  | 8. 11. 2008  | Česko | 4 : 1 (0:0, 0:1, 4:0)              | Švédsko   | Karjala Cup 2008             | Helsinki     |
| 1643.  | 9. 11. 2008  | Česko | 0 : 1sn (0:0, 0:0, 0:0 - 0:0, 0:1) | Rusko     | Karjala Cup 2008             | Helsinki     |
| 1644.  | 18 .12. 2008 | Česko | 6 : 2 (1:0, 4:0, 1:2)              | Švédsko   | Channel One Cup 2008         | Malmö        |
| 1645.  | 20. 12. 2008 | Česko | 2 : 5 (0:2, 2:1, 0:2)              | Rusko     | Channel One Cup 2008         | Moskva       |
| 1646.  | 21. 12. 2008 | Česko | 2 : 5 (0:1, 2:2, 0:2)              | Finsko    | Channel One Cup 2008         | Moskva       |
| 1647.  | 5. 2. 2009   | Česko | 3 : 5 (1:1, 2:1, 0:3)              | Finsko    | LG Hockey Games 2009         | Praha        |
| 1648.  | 7. 2. 2009   | Česko | 4 : 6 (1:2, 2:2, 1:2)              | Švédsko   | LG Hockey Games 2009         | Stockholm    |
| 1649.  | 8. 2. 2009   | Česko | 3 : 6 (2:2, 1:2, 0:2)              | Rusko     | LG Hockey Games 2009         | Stockholm    |
| 1650.  | 3. 4. 2009   | Česko | 1 : 4 (0:3, 0:0, 0:1)              | Slovensko | přátelsky                    | Skalica      |
| 1651.  | 4. 4. 2009   | Česko | 1 : 5 (0:4, 0:0, 0:1)              | Slovensko | přátelsky                    | Trenčín      |
| 1652.  | 11. 4. 2009  | Česko | 6 : 2 (2:0, 4:0, 0:2)              | Německo   | přátelsky                    | Řezno        |
| 1653.  | 12. 4. 2009  | Česko | 5 : 2 (1:1, 2:1, 2:1)              | Německo   | přátelsky                    | Řezno        |
| 1654.  | 16. 4. 2009  | Česko | 2 : 1 (0:0, 1:1, 1:0)              | Švédsko   | Czech Hockey Games 2009      | Liberec      |
| 1655.  | 18. 4. 2009  | Česko | 3 : 4 (1:2, 1:1, 1:1)              | Rusko     | Czech Hockey Games 2009      | Liberec      |
| 1656.  | 19. 4. 2009  | Česko | 4 : 3pp (2:2, 0:0, 1:1 - 1:0)      | Finsko    | Czech Hockey Games 2009      | Liberec      |
| 1657.  | 25. 4. 2009  | Česko | 5 : 0 (1:0, 3:0, 1:0)              | Dánsko    | Mistrovství světa 2009 (ZS)  | Kloten       |
| 1658.  | 27. 4. 2009  | Česko | 5 : 2 (3:0, 1:2, 1:0)              | Norsko    | Mistrovství světa 2009 (ZS)  | Kloten       |
| 1659.  | 29. 4. 2009  | Česko | 3 : 4 (2:1, 1:2, 0:1)              | Finsko    | Mistrovství světa 2009 (ZS)  | Kloten       |
| 1660.  | 30. 4. 2009  | Česko | 1 : 5 (0:3, 0:0, 1:2)              | Kanada    | Mistrovství světa 2009 (OFS) | Kloten       |
| 1661.  | 2. 5. 2009   | Česko | 8 : 0 (4:0, 4:0, 0:0)              | Slovensko | Mistrovství světa 2009 (OFS) | Kloten       |
| 1662.  | 3. 5. 2009   | Česko | 3 : 0 (0:0, 2:0, 1:0)              | Bělorusko | Mistrovství světa 2009 (OFS) | Kloten       |
| 1663.  | 7. 5. 2009   | Česko | 1 : 3 (0:0, 0:2, 1:1)              | Švédsko   | Mistrovství světa 2009 (ČTF) | Bern         |

## Bilance sezóny 2008/09
| Soupeř    | Zápasy | Výhry | VP | PP | Prohry | Skóre |
| --------- | ------ | ----- | -- | -- | ------ | ----- |
| Bělorusko | 1      | 1     | 0  | 0  | 0      | 3:0   |
| Dánsko    | 1      | 1     | 0  | 0  | 0      | 5:0   |
| Finsko    | 5      | 0     | 1  | 1  | 3      | 15:21 |
| Kanada    | 1      | 1     | 0  | 0  | 0      | 1:5   |
| Německo   | 2      | 2     | 0  | 0  | 0      | 11:5  |
| Norsko    | 1      | 1     | 0  | 0  | 0      | 5:2   |
| Rusko     | 4      | 0     | 0  | 1  | 3      | 8:16  |
| Slovensko | 4      | 2     | 0  | 0  | 2      | 17:9  |
| Švédsko   | 5      | 3     | 0  | 0  | 2      | 17:13 |
| Celkem    | 24     | 11    | 1  | 2  | 10     | 82:81 |

## Reprezentovali v sezóně 2008/09
| Post     | Hráč             | Zápasy | Branky | Minuty | Zásahy | Klub                    |
| -------- | ---------------- | ------ | ------ | ------ | ------ | ----------------------- |
| Brankáři | Miroslav Kopřiva | 8      | 26     | 453    | 195    | HC GEUS OKNA Kladno     |
|          | Lukáš Mensator   | 2      | 9      | 123    | 55     | HC Energie Karlovy Vary |
|          | Martin Prusek    | 5      | 10     | 229    | 92     | Dinamo Riga             |
|          | Alexander Salák  | 2      | 8      | 120    | 50     | TPS Turku               |
|          | Adam Svoboda     | 1      | 0      | 60     | 16     | HC Slavia Praha         |
|          | Jakub Štěpánek   | 9      | 17     | 463    | 175    | HC Vítkovice Steel      |

| Post     | Hráč            | Zápasy | Branky | Asis | Body | TM | Klub                           |
| -------- | --------------- | ------ | ------ | ---- | ---- | -- | ------------------------------ |
| Obránci  | Michal Barinka  | 19     | 0      | 1    | 1    | 49 | HC Vítkovice Steel             |
|          | Miroslav Blaťák | 21     | 5      | 6    | 11   | 18 | Salavat Julajev Ufa            |
|          | Petr Čáslava    | 23     | 0      | 3    | 3    | 22 | HC Moeller Pardubice           |
|          | Michal Gulaši   | 2      | 0      | 0    | 0    | 0  | HC Sparta Praha                |
|          | Petr Kadlec     | 1      | 0      | 0    | 0    | 2  | HC Slavia Praha                |
|          | Angel Krstev    | 17     | 1      | 1    | 2    | 16 | HC Vítkovice Steel             |
|          | Zdeněk Kutlák   | 15     | 2      | 3    | 5    | 8  | HC Ambrì-Piotta                |
|          | Ondřej Němec    | 16     | 1      | 2    | 3    | 10 | HC Energie Karlovy Vary        |
|          | David Nosek     | 4      | 0      | 0    | 0    | 6  | RI Okna Zlín                   |
|          | Karel Pilař     | 3      | 0      | 0    | 0    | 8  | HC Sparta Praha                |
|          | Jan Platil      | 7      | 0      | 1    | 1    | 8  | Traktor Čeljabinsk             |
|          | Roman Polák     | 7      | 0      | 1    | 1    | 6  | St. Louis Blues                |
|          | Karel Rachůnek  | 16     | 0      | 7    | 7    | 51 | HK Dynamo Moskva               |
|          | Vladimír Sičák  | 10     | 0      | 3    | 3    | 6  | HC Mountfield České Budějovice |
|          | Martin Ševc     | 4      | 0      | 0    | 0    | 2  | Färjestad BK                   |
|          | Pavel Skrbek    | 4      | 0      | 0    | 0    | 2  | Skellefteå                     |
|          | Lukáš Zíb       | 3      | 0      | 0    | 0    | 4  | Bílí Tygři Liberec             |
|          | Marek Židlický  | 7      | 0      | 1    | 1    | 6  | Minnesota Wild                 |
| Útočníci | Jaroslav Bednář | 4      | 1      | 5    | 6    | 0  | HC Slavia Praha                |
|          | Jan Bulis       | 1      | 0      | 0    | 0    | 0  | Atlant Mytišči                 |
|          | Petr Čajánek    | 17     | 9      | 7    | 16   | 22 | SKA Petrohrad                  |
|          | Leoš Čermák     | 14     | 4      | 6    | 10   | 28 | Salavat Julajev Ufa            |
|          | Roman Červenka  | 10     | 3      | 5    | 8    | 6  | HC Slavia Praha                |
|          | Patrik Eliáš    | 3      | 2      | 0    | 2    | 2  | New Jersey Devils              |
|          | Michael Frolík  | 2      | 0      | 0    | 0    | 0  | Florida Panthers               |
|          | Aleš Hemský     | 7      | 2      | 4    | 6    | 4  | Edmonton Oilers                |
|          | Jaroslav Hlinka | 19     | 3      | 6    | 9    | 10 | Linköpings HC                  |
|          | Tomáš Horna     | 2      | 0      | 0    | 0    | 2  | HC GEUS OKNA Kladno            |
|          | Miloslav Hořava | 5      | 1      | 1    | 2    | 0  | Metallurg Novokuzněck          |
|          | Zbyněk Irgl     | 13     | 4      | 1    | 5    | 12 | Lokomotiv Jaroslavl            |
|          | Jaromír Jágr    | 11     | 5      | 10   | 15   | 6  | Avangard Omsk                  |
|          | Peter Jánský    | 4      | 0      | 0    | 0    | 27 | HC Litvínov                    |
|          | Pavel Kašpařík  | 2      | 0      | 0    | 0    | 0  | Bílí Tygři Liberec             |
|          | Jakub Klepiš    | 19     | 8      | 8    | 16   | 12 | Avangard Omsk                  |
|          | Bedřich Köhler  | 4      | 0      | 0    | 0    | 0  | RI Okna Zlín                   |
|          | Aleš Kotalík    | 7      | 2      | 1    | 3    | 4  | Buffalo Sabres                 |
|          | Petr Kumstát    | 6      | 0      | 1    | 1    | 0  | HC Energie Karlovy Vary        |
|          | Tomáš Kůrka     | 3      | 1      | 1    | 2    | 6  | HC Mountfield České Budějovice |
|          | Marek Kvapil    | 7      | 2      | 1    | 3    | 4  | HC Vítkovice Steel             |
|          | David Květoň    | 11     | 0      | 0    | 0    | 2  | HC Oceláři Třinec              |
|          | František Lukeš | 9      | 2      | 2    | 4    | 4  | HC Litvínov                    |
|          | Jan Marek       | 17     | 9      | 6    | 15   | 30 | Metallurg Magnitogorsk         |
|          | Milan Michálek  | 3      | 1      | 0    | 1    | 4  | San Jose Sharks                |
|          | Michal Mikeska  | 4      | 0      | 2    | 2    | 26 | Salavat Julajev Ufa            |
|          | Václav Nedorost | 8      | 1      | 0    | 1    | 4  | Bílí Tygři Liberec             |
|          | Tomáš Netík     | 6      | 1      | 1    | 2    | 2  | HC Sparta Praha                |
|          | Rostislav Olesz | 10     | 0      | 1    | 1    | 2  | Florida Panthers               |
|          | Tomáš Plekanec  | 7      | 0      | 1    | 1    | 4  | Montreal Canadiens             |
|          | Tomáš Rolinek   | 19     | 6      | 5    | 11   | 26 | Metallurg Magnitogorsk         |
|          | Václav Skuhravý | 5      | 0      | 2    | 2    | 6  | HC Energie Karlovy Vary        |
|          | Jan Starý       | 2      | 0      | 0    | 0    | 2  | HC Moeller Pardubice           |
|          | Martin Straka   | 1      | 0      | 1    | 1    | 0  | HC Lasselsberger Plzeň         |
|          | Petr Vampola    | 12     | 2      | 2    | 4    | 10 | HC Lasselsberger Plzeň         |
|          | Josef Vašíček   | 13     | 2      | 3    | 5    | 14 | Lokomotiv Jaroslavl            |
|          | Michal Vondrka  | 2      | 0      | 0    | 0    | 2  | HC Slavia Praha                |
|          | Radim Vrbata    | 3      | 2      | 1    | 3    | 0  | Tampa Bay Lightning            |

| Trenéři          | Funkce   |
| ---------------- | -------- |
| Vladimír Růžička | Hlavní   |
| Josef Jandač     | Asistent |
| Ondřej Weissmann | Asistent |

## Přátelské mezistátní zápasy
Česko –  Slovensko	7:0 (3:0, 3:0, 1:0)
4. listopadu 2008 – Praha

Branky Česka: 2. Roman Červenka, 4. Leoš Čermák, 20. Jaroslav Bednář , 26. Jaromír Jágr, 28. Jan Marek, 36. Jakub Klepiš, 59. Tomáš Rolinek.

Branky Slovenska: nikdo

Rozhodčí: Mihálik (SVK), Rejthar – Barvíř (CZE), Lauff (SVK)

Vyloučení: 7:3 (1:0)

Diváků: 15 253
Česko: Adam Svoboda – Karel Rachůnek, Petr Kadlec, Petr Čáslava, Miroslav Blaťák, Angel Krstev, Michal Barinka, Zdeněk Kutlák, Martin Ševc – Jaromír Jágr, Jaroslav Hlinka, Martin Straka – Jaroslav Bednář, Roman Červenka, Jakub Klepiš – Zbyněk Irgl, Josef Vašíček, Petr Čajánek – Leoš Čermák, Jan Marek, Tomáš Rolinek.
Slovensko: Laco (30. Petrík) – Grňák, Stehlík, S. Hudec, Slovák, Švárny, Malec, Sloboda, Juraško – Miklík, Mikuš, Skladaný – Kriška, Róbert Huna, Richard Huna – Radulay, Bulík, Hvila – Čaládi, Koložváry, Pašek.

 Česko –  Slovensko	1:4 (0:3, 0:0, 1:1)
3. dubna 2009 – Skalica	

Branky Česka: 42. Marek Kvapil

Branky Slovenska: 14. Bartovič, 16. M. Hossa, 20. Surový, 50. Bartečko.

Rozhodčí: Kubuš, D. Konc – M. Valach, T. Orolin (SVK)

Vyloučení: 6:5 (0:1)

Diváků: 3 867
Česko: Martin Prusek – Jan Platil, Miroslav Blaťák, David Nosek, Petr Čáslava, Angel Krstev, Michal Barinka, Vladimír Sičák, Michal Gulaši – Tomáš Horna, Leoš Čermák, Václav Nedorost – David Květoň, Michal Mikeska, Marek Kvapil – Tomáš Netík, Petr Vampola, František Lukeš – Peter Jánský, Pavel Kašpařík, Bedřich Köhler.
Slovensko: Staňa – Obšut, Baranka, Starosta, Stehlík, Vydarený, Švárny, J. Valach, Smrek – Radivojevič, Kukumberg, Š. Růžička – Nagy, Rast. Pavlikovský, M. Hossa – Bartečko, Bulík, Surový – J. Štefanka, Macho, Bartovič.

 Česko –  Slovensko	1:5 (0:4, 1:1, 0:0)
4. dubna 2009 – Trenčín	

Branky Česka: 33. Petr Vampola

Branky Slovenska: 6. Š Růžička, 7. Nagy, 8. Bartečko, 20. Marcel Hossa, 40. Š. Růžička.

Rozhodčí: J. Konc, Lokšík – J. Tvrdoň, Horínek (SVK)

Vyloučení: 6:7 (1:0, 0:1)

Diváků: 4 850
Česko: Miroslav Kopřiva (8. – 41. Martin Prusek) – Jan Platil, Petr Čáslava, David Nosek, Miroslav Blaťák, Angel Krstev, Michal Barinka, Vladimír Sičák, Michal Gulaši – Tomáš Horna, Leoš Čermák, Václav Nedorost – Peter Jánský, Michal Mikeska, Marek Kvapil – Tomáš Netík, Petr Vampola, František Lukeš – David Květoň, Pavel Kašpařík, Bedřich Köhler.
Slovensko: Staňa – Starosta, Stehlík, Vydarený, Švárny, Obšut, Baranka, J. Valach, Smrek – Nagy, Rast. Pavlikovský, Marcel Hossa – Bartečko, Bulík, Surový – Radivojevič, J. Štefanka, Š. Růžička – Tatar, Macho, Bartovič.

 Česko –  Německo	6:2 (2:0, 4:0, 0:2)
11. dubna 2009 – Řezno

Branky Česka: 2. Zdeněk Kutlák, 7. Petr Vampola, 26. Angel Krstev, 29. Jaroslav Hlinka, 35. Leoš Čermák, 38. Miroslav Blaťák

Branky Německa: 48. Seidenberg, 55. Wolf.

Rozhodčí: Demlj (SLO), Bauer – Erhart, Präfke (GER)

Vyloučení: 13:10 (2:2) navíc Peter Jánský, Leoš Čermák – Seidenberg na 5 min. + do konce utkání.

Diváků: 4 767
Česko: Jakub Štěpánek – Vladimír Sičák, Miroslav Blaťák, Angel Krstev, Petr Čáslava, Jan Platil, Zdeněk Kutlák, David Nosek, Michal Barinka – Leoš Čermák, Jaroslav Hlinka, Jakub Klepiš – David Květoň, Petr Vampola, František Lukeš – Tomáš Netík, Michal Mikeska, Marek Kvapil – Peter Jánský, Bedřich Köhler.
Německo: Endras (41. Kotschnew) – Ančička, Renz, Moritz Müller, Osterloh, Schmidt, Tölzer, Draxinger – Gogulla, Wolf, Mulock – Aab, Seidenberg, Barta – Fical, Ullman, Mauer – Marcel Müller, Hospelt, Hager.

 Česko –  Německo	5:3 (1:1, 2:1, 2:1)
12. dubna 2009 – Ingolstadt

Branky Česka: 20. Jakub Klepiš, 37. Marek Kvapil, 40. Leoš Čermák, 59. Tomáš Netík, 60. František Lukeš

Branky Německa: 9. Moritz Müller, 24. Greilinger.

Rozhodčí: Länge (AUT), Vogl – Sauer, Flad (GER)

Vyloučení: 9:11 (1:1) navíc Michal Mikeska na 10 min.

Diváků: 3 517
Česko: Alexander Salák – Angel Krstev, Petr Čáslava, Vladimír Sičák, Miroslav Blaťák, Jan Platil, Zdeněk Kutlák, David Nosek, Michal Barinka – David Květoň, Petr Vampola, František Lukeš – Leoš Čermák, Jaroslav Hlinka, Jakub Klepiš – Tomáš Netík, Michal Mikeska, Marek Kvapil – Peter Jánský, Bedřich Köhler.
Německo: Kotschnew – Bakos, Schmidt, Moritz Müller, Osterloh, Renz, Ančička, Tölzer, Draxinger – Greilinger, Ullmann, Seidenberg – Wolf, Mulock, Gogulla – Aab, Barta, Mauer – Hager, Hospelt, Marcel Müller – Fical.